# Feuerwache Karlshorst
Die Feuerwache Karlshorst ist ein erhaltenes historisches Bauwerk im Ortsteil Karlshorst des Berliner Bezirks Lichtenberg in der Dönhoffstraße 31. Es wurde zu Beginn des 20. Jahrhunderts errichtet und stetig als Feuerwehrstandort genutzt. Das Gebäude steht seit den 1990er Jahren unter Denkmalschutz.

## Lage
Die Feuerwache befindet sich auf der Südwestseite der Dönhoffstraße, rückseitig begrenzt eine Bahntrasse das Areal. Auf den Freiflächen sind weitere Fahrzeuge in Garagen abgestellt, und eine Werkstatt kümmert sich um den Erhalt der Technik.

## Geschichte

### 1900 bis 1945
Bis zum Jahr 1900 war die Freiwillige Feuerwehr von Friedrichsfelde für den Feuerschutz des damaligen Ortsteils Karlshorst verantwortlich. 
Am 7. März 1900 gründeten acht Karlshorster Einwohner eine eigene Wehr. Ihnen stand ein Schuppen in der Heiligenberger Straße zur Unterbringung und als Depot einer Saug- und Druckspritze, einer mechanischen Leiter und Rauch-Schutz-Ausrüstungen zur Verfügung. Als Standort für ein eigenes Gebäude stellte der in Carlshorst aktive Baumeister Oscar Gregorovius Bauland in der damals noch weitgehend unbebauten Dönhoffstraße zur Verfügung. Zugleich lieferte er einen Entwurf für die Errichtung eines Feuerwehrhauses. In einer späteren Veröffentlichung zu diesem Gebäude heißt es wörtlich: „Oscar Gregorovius gründete die Kolonie Carlshorst und erbaute die Feuerwache.“
Am 22. Dezember 1905 wurde hier das bis heute eindrucksvolle Depot im Stil der Backsteingotik übergeben. Bauausführender war Baumeister Johannes Ernst, der auch die Kapelle auf dem Karlshorster Friedhof errichtet hatte.
Das Gebäude war geräumig genug, um eine Polizeistation, ein Meldebüro, eine Unfallstation, ein Büro der Finanzbehörde und einige Dienstwohnungen aufzunehmen. 1908 kam ein Standesamt hinzu, 1913 das Depot der Straßenreinigung und 1928 eine Zweigstelle der Lichtenberger Stadtbücherei. Das Gebäude galt daher als „Karlshorster Rathaus“.
Im Jahr 1910 wurde auf dem Dach eine elektrisch betriebene Sirene montiert.

### Vom Kriegsende bis 1990
Nach dem Kriegsende war die Feuerwache kurzfristig Teil des sowjetischen Sperrgebiets, stand also der Öffentlichkeit nicht zur Verfügung. Doch um 1947 wurde diese Einrichtung den deutschen Behörden übergeben und wieder mit Feuerwehrleuten besetzt. Rasch wurden die Schäden, die der Zweite Weltkrieg am Depot in der Dönhoffstraße verursacht hatte, behoben, noch vorhandene Feuerlöschfahrzeuge wurden repariert. So weist das Adress- und Telefonbuch von 1947 hier nun die B.-Fw. (Berufsfeuerwehr) Lichtenberg/Karlshorst aus.
Im Jahr 1957 befand sich weiterhin die Berufsfeuerwehr Karlshorst in dem Gebäude (die Feuerwehren in Ost-Berlin waren nun der Volkspolizei unterstellt), weitere Nutzer des Dienstgebäudes gab es offiziell nicht. Anschließend, bis 1970 wurde zur Feuerwache eine Nachrichtenwerkstatt der Feuerwehreinheit hier unterhalten. Etliche Räume dienten auch der KWV des Bezirks Lichtenberg.

### Seit 1990
Im Jahr 1990, mit Auflösung der KWV und anderer Ämter der DDR wurden die Räume leergezogen und standen nach umfassender Sanierung und Modernisierung der Ausstattungen und Technik zwischen 1993 und 1995 der Feuerwehr wieder zur Verfügung. Die Feuerlösch- und Hilfseinrichtung im Stadtteil (nun Ortsteil) Karlshorst wurde in das System der Berliner Feuerwehr eingegliedert. Der Status veränderte sich am 6. Januar 1995 von „freiwillig“ auf „Berufsfeuerwache Karlshorst“. Die Kameradinnen und Kameraden wurden Beamte der Stadt Berlin.
2014/2015 erhielt auch die Fassade neuen Glanz.
Insgesamt stehen fünf Spezialfahrzeuge bereit: ein LHF, zwei RTW sowie ein RTW-X (der im Bedarfsfall besetzt werden kann), ein Feuerwehranhänger mit Rettungsboot (FwA RTB).
Die Feuerwache Karlshorst gehört zum Einsatzbereich E 6 und trägt die Wachnummer 6500. Sie ist 24 Stunden täglich einsatzbereit und zudem Betreuungswache für die Freiwillige Feuerwehr Karlshorst, die ebenfalls hier in der Dönhoffstraße ansässig ist. Diese hat einen eigenen Ausrückebereich (FF Typ A), zwei eigene Fahrzeuge: ein LHF 20/12 sowie ein LF 20 KatS; sie trägt die Wachnummer 6501.
Besondere Objekte im Ausrückebereich der Feuerwache sind „der Tierpark Berlin, die Trabrennbahn Karlshorst und die Hochschule für Technik und Wirtschaft, […] ein derzeit leerstehendes Kasernengelände der abgezogenen Streitkräfte der GUS-Staaten sowie das ICE-Werk Rummelsburg, das Kraftwerk Klingenberg und das Theater Karlshorst.“
Das Gebäude der Feuerwache wird seit 2024 bei laufendem Betrieb energetisch saniert.

## Das Feuerwehrgebäude
Die Feuerwache verfügt über drei Remisen, über denen in Fraktur der Schriftzug „Freiwillige Feuerwehr Berlin-Karlshorst“ aufgebracht wurde. Darüber sind historische Wappen zu sehen, die die damalige Zugehörigkeit zur Großgemeinde Berlin und zur Landgemeinde Lichtenberg symbolisieren. Das dritte Zeichen in Wappenform ist ein Symbol für die Feuerwehr – ein Schutzhelm, ein Mehrzweckwerkzeug sowie darunter eine dreifarbige Fahne und etwas grünes Eichenlaub.
Bei dem Gebäude handelt es sich um ein neunachsiges dreistöckiges Gebäude, an dessen nördlicher Seite der Treppenturm und der Steigeturm platziert sind. Das Haus ist unterkellert, der Sockel ist aus Bossenwerk errichtet, das bis etwa 50 cm über Straßenniveau reicht. Das unverputzte intensiv-rote Backsteinmauerwerk erhielt mit geschickter Anordnung der Fenster, mit der Ausführung einer netzartigen leichten Ziegelsteinstruktur an der Fassade, dem Einsatz von Rundbögen und betonten Türgewänden ein abwechslungsreiches Aussehen. Anfangs waren die Remisentore aus Holz, die heute vorhandenen Metalltore wurden 1979 eingesetzt. Besonders auffällig sind die großen bikonvexen schwarzen Symbole mit schwarzen Strahlen auf den Garagentüren, die wie Augen auf Vorübergehende wirken. Schmiedeeiserne Blattornamente bilden die gedachten Pupillen. Zusammen mit den Konturen der drei Einfahrtstore könnten sie auch behelmte Köpfe von Feuerwehrleuten darstellen, die aufmerksam und immer wach sind.
Der ausgebaute Dachboden erhält sein Tageslicht durch Dachgauben, die mit Ziergiebelchen verkleidet sind.
Zwischen den Remisen und der Durchfahrt zum Hof zieht sich an dem turmartigen Bauteil ein Dreier-Fensterband vom obersten, hier vierten Stockwerk, bis in das Erdgeschoss. Zwischen der ersten und zweiten Etage sind zwei leicht gedrehte weiß grundierte Wappenschilde erhalten, die aber keine Zeichen mehr tragen.
Die Durchfahrt zum Hof ist mit dem übrigen Bauwerk fest verbunden. Sie ist von fünf gemauerten Zinnen bekrönt und hat die Form eines mittelalterlichen Burgtores. Auf der Hofseite fügt sich ein Querflügel dem Hauptbau an. Und dort gibt es auch weitere Remisen.
Der Aufbau und die Proportionen des Bauensembles ähneln ein wenig einem Kirchengebäude.